# 伊豆組
二代目伊豆組位於福岡縣福岡市中央區春吉三丁目15-10 本部的設置地；日本指定暴力團六代目山口組組長的直系組織。
伊豆組為西日本最大的歡樂街所在地中洲（福岡縣福岡市博多區）最具影響力的組織。首任組長為伊豆健兒。（2005年8月）第2代青山千尋組長升格為六代目山口組若頭補佐。

## 略年表
- 年代不祥・“伊豆健兒”加入福岡一帶的梅津組（組長・梅津高則）擔任幹部。
- 1959年伊豆與“出會”的原三代目山口組「石井組」（之後的石井一家）組長・石井一郎交盃結為兄弟。
- 1961年2月「伊豆組」組成。
- 1961年10月，三代目山口組組長“田岡一雄”授與盃事，納入山口組旗下體系。
- 1978年“青山千尋”加入「伊豆組」任舍弟。
- 1984年6月 四代目山口組的發展，伊豆就任為舍弟頭補佐。
- 1985年2月5日 四代目山口組組長・竹中正久被暗殺後的暫時體制，伊豆就任代理組長補佐。
- 1986年與道仁會衝突（「山道抗争」）。
- 1989年5月 就任五代目山口組的顧問（無受盃）
- 1989年6月 若頭・伊豆誠一（伊豆一家總長、之後的光生會）升格為山口組直參。由青山千尋接任若頭。
- 1990年12月13日 五代目山口组組長・渡邊芳則授與伊豆健兒舍弟盃。
- 1993年3月15日，伊豆健兒病逝。
- 1993年5月 青山千尋續任第2代組長；並升格為山口組直參。
- 2005年8月 六代目山口組時代，青山就任若頭補佐。

## 歴代組長
- 初代：伊豆健兒（五代目山口組顧問，組長的直系）
- 二代目：青山千尋（六代目山口組若頭補佐兼九州区域长）

## 最高幹部
- 組長・青山千尋
- 若頭・川上正紀（三代目原田組組長）
- 舍弟頭・木原義博（木原會會長）
- 本部長・池 豊（二代目光生會會長）

### 舍弟
- 相談役・光安克明

- 以上2016年時點

### 資料來源
溝口敦『山口組ドキュメント　五代目山口組』三一書房、1990年、ISBN 4-380-90223-4